# Lễ hội Kin pang then
Lễ hội Kin Pang Then hoặc Then Kin Pang là một lễ hội của đồng bào dân tộc người Thái, mang tính cộng đồng cao có hình thức diễn xướng dân gian độc đáo. Hàng năm, cứ vào dịp đầu năm, thầy mo tổ chức lễ cúng và gặp mặt các con nuôi (đó là những người đã được thầy mo chữa cho khỏi bệnh). Chữ "Then" là một người thầy mo cao tay hơn các thầy mo khác. Ngoài ra còn có những phong tục như  trình diễn trang phục, đêm hội xòe cùng các nghi thức gội đầu, té nước...

## Thời gian tổ chức
Lễ hội thường diễn ra vào ngày 10 tháng Ba âm lịch hàng năm, có các hoạt động dâng hương, lễ vật mời các vị then (thần linh) xuống trần gian hưởng thụ và cùng chung vui với mọi người trong ngày hội. Thời gian cúng có thể kéo dài từ 3 đến 4 ngày, tùy thuộc và số lượng con nuôi đến với "Then" nhiều hay ít.

## Phần lễ
Mang ý nghĩa tâm linh sâu sắc, không có yếu tố mê tín dị đoan, mang tính cộng đồng cao, vun đắp tình đoàn kết. Với lối hát Then truyền thống, người hát chính trong lễ Then là các cụ già có uy tín trong các bản. Qua lời hát, ông Then cầu cúng cho dân làng trong bản, trong mường sang một năm mới có nhiều điều tốt đẹp, cho con người luôn khỏe mạnh, no ấm, cầu cho mưa thuận gió hòa, cho mùa màng tươi tốt và cùng với đó là lễ tạ ơn của con cái đối với cha mẹ. Cầu phúc lộc cho gia đình và con cháu, là dịp để con cháu tạ ơn thầy trong dịp đầu năm mới.

## Phần hội
Với những trò chơi và lời ca hát Then, điệu múa:
- Trò mưa đá (là trò chơi ông Then xin trời cho mưa xuống để cho mùa màng tươi tốt)
- Đánh cầu lông gà
- Trò cày bừa
- Hái nấm
- Kéo co
- Đẩy gậy
- Ném Té Má Lẹ
- Ném còn
- Múa khăn
- Múa tăng bu tăng bẳng
- Múa vòng xòe
- Gội đầu
- Té nước

Theo hầu là các nàng sao (Báo sao) có trách nhiệm múa hát, chào hỏi, chúc rượu các thần linh, thổ địa trên đường lên trời. Các nàng sao phải là những thiếu nữ Thái xinh đẹp, múa hay, hát giỏi. Tạo ra không khí vui tươi phấn khởi, cuốn hút dân làng đến tham gia. Bên cạnh đó, lễ hội còn là dịp để trai gái trong bản, trong mường gặp gỡ và thể hiện mình qua những câu hát, điệu múa. Và sau lễ hội, nhiều đôi đã nên vợ, nên chồng.